# Wiltshire Rocks
Wiltshire Rocks är en kulle i Antarktis. Den ligger i Östantarktis. Australien gör anspråk på området.
Terrängen runt Wiltshire Rocks är kuperad åt sydost, men söderut är den platt. Havet är nära Wiltshire Rocks åt nordväst. Trakten är glest befolkad. Närmaste befolkade plats är Mawson Station, 14,6 kilometer sydväst om Wiltshire Rocks. 